# Risiocnemis atripes
Risiocnemis atripes là loài chuồn chuồn trong họ Platycnemididae. Loài này được Needham & Gyger mô tả khoa học đầu tiên năm 1941.